# Kenny "Dope" Gonzalez

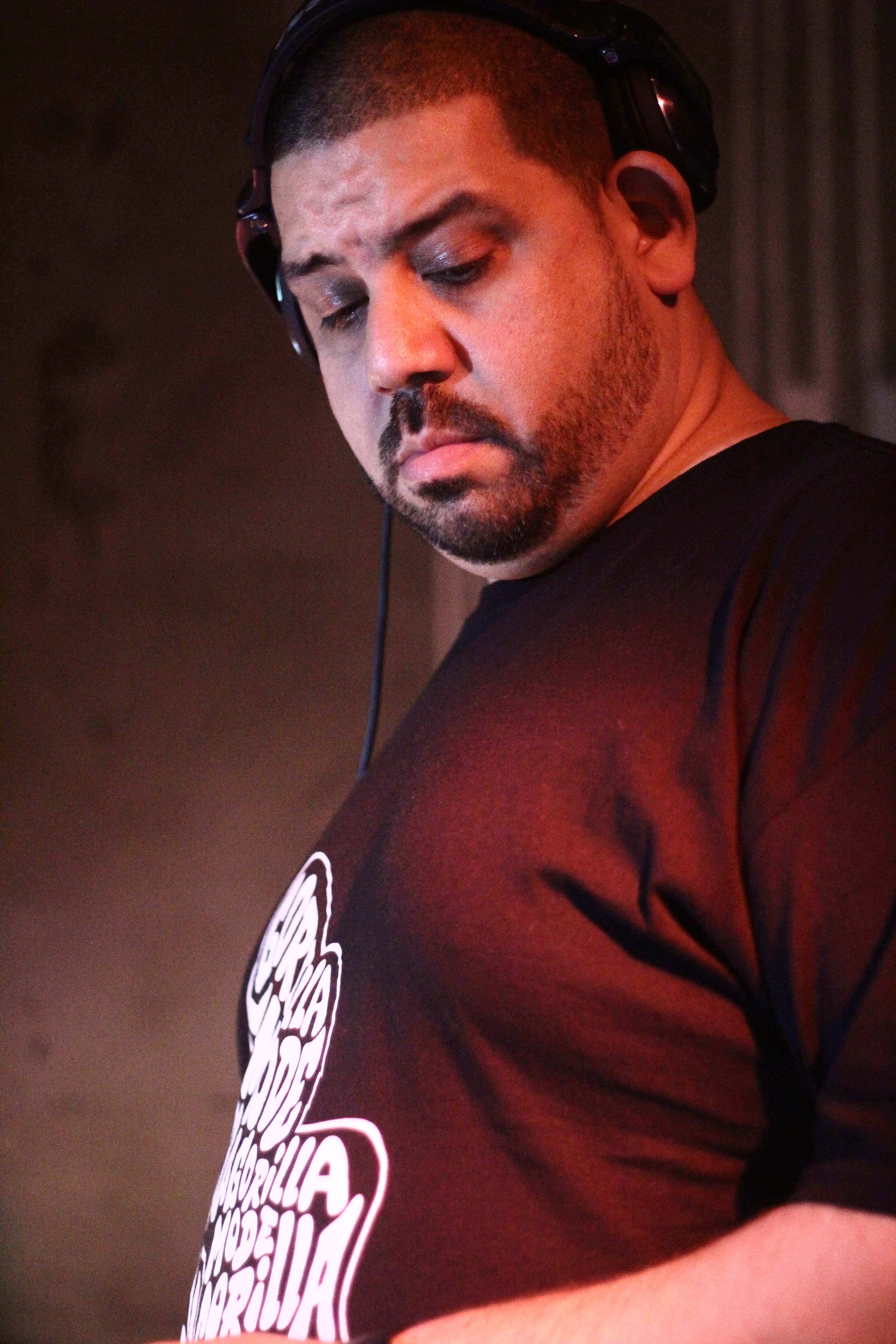
Kenny Dope Gonzalez (2014)

Kenny "Dope" Gonzalez, född 7 juni 1970, är en amerikansk DJ.
Gonzalez växte upp i Brooklyn, New York. Tillsammans med Mike Delgado organiserade han fester i kvarteret. Han började sin karriär som DJ 1985, 15 år gammal.
Tillsammans med Little Louie Vega har Gonzalez duon Masters At Work. Han har använt många artistnamn, bland andra Kenny Dope, Power House, The Untouchables, The Bucketheads och Liquid Dope. Som The Bucketheads fick han 1995 framgång med låten The Bomb! (These Sounds Fall into My Mind).